# Muru Tholus
Il Muru Tholus è una struttura geologica della superficie di Venere.